# Juan Carlos Reveco
Juan Carlos Reveco est un boxeur argentin né le 25 août 1983 à Malargüe.

## Carrière
Passé professionnel en 2004, il remporte le titre vacant de champion du monde des poids mi-mouches WBA le 22 juin 2007 en battant Nethra Sasiprapa par KO au 8e round . Reveco conserve son titre après sa victoire aux points contre Humberto Pool puis est battu également aux points par Brahim Asloum le 8 décembre 2007. Il échoue à nouveau en championnat du monde 11 ans plus tard face à Donnie Nietes pour le gain du titre IBF des poids mouches.